# هانس فرديناند لينكينس
هانس فرديناند لينكينس (بالألمانية: Hans Ferdinand Linskens )‏ (و. 1921 – 2007 م) هو عالم نبات، وعالم وراثة، وأستاذ جامعي ألماني، ولد في لار بادن وورتمبرغ، وكان عضوًا في الأكاديمية الألمانية للعلوم ليوبولدينا، والأكاديمية الملكية الهولندية للفنون والعلوم، توفي عن عمر يناهز 86 عاماً.